# 알코바사 수도원
알코바사 수도원(포르투갈어: Mosteiro de Santa Maria de Alcobaça 모스테이루 드 산타 마리아 드 알코바사[*])은 포르투갈 레이리아 현 알코바사에 위치한 중세 로마 가톨릭 수도원이다. 포르투갈 왕국의 초대 왕인 아폰수 엔히크스에 의해 1153년 창건되어, 역사에 걸쳐 포르투갈의 왕들과 긴밀한 관계를 유지하였다.
알코바사 수도원의 예배당과 수도원은 코임브라의 산타 크루스 수도원과 함께 포르투갈에 건설된 첫 고딕양식 건축물들 중 하나로, 포르투갈의 중세 수도원 중 가장 중요한 곳의 한 곳으로 여겨진다. 이러한 수도원의 예술적, 역사적 중요성을 인정받아 1989년 유네스코 세계유산목록에 등재되었다.

알코바사 수도원 - Mosteiro de Santa Maria de Alcobaça
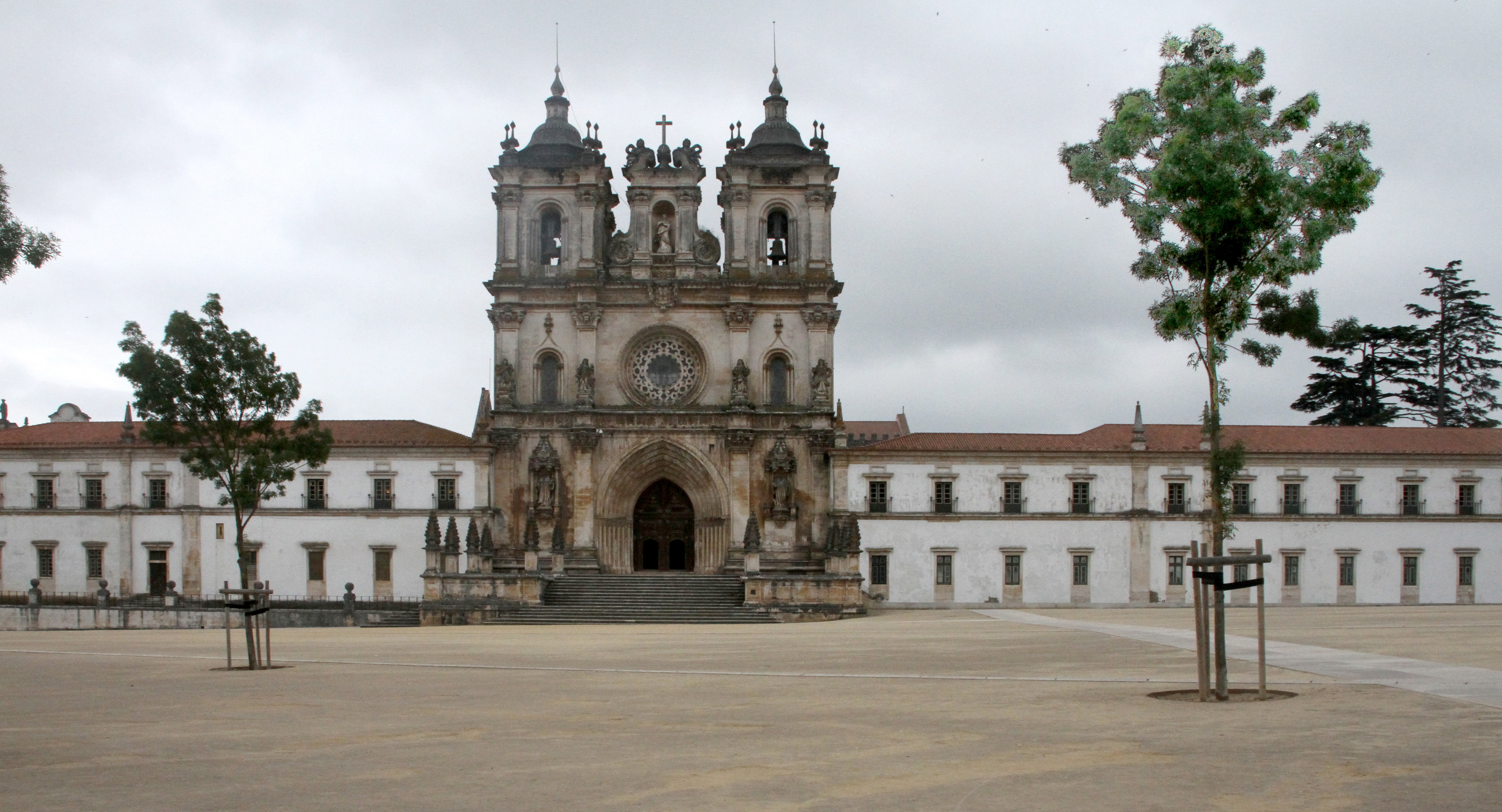
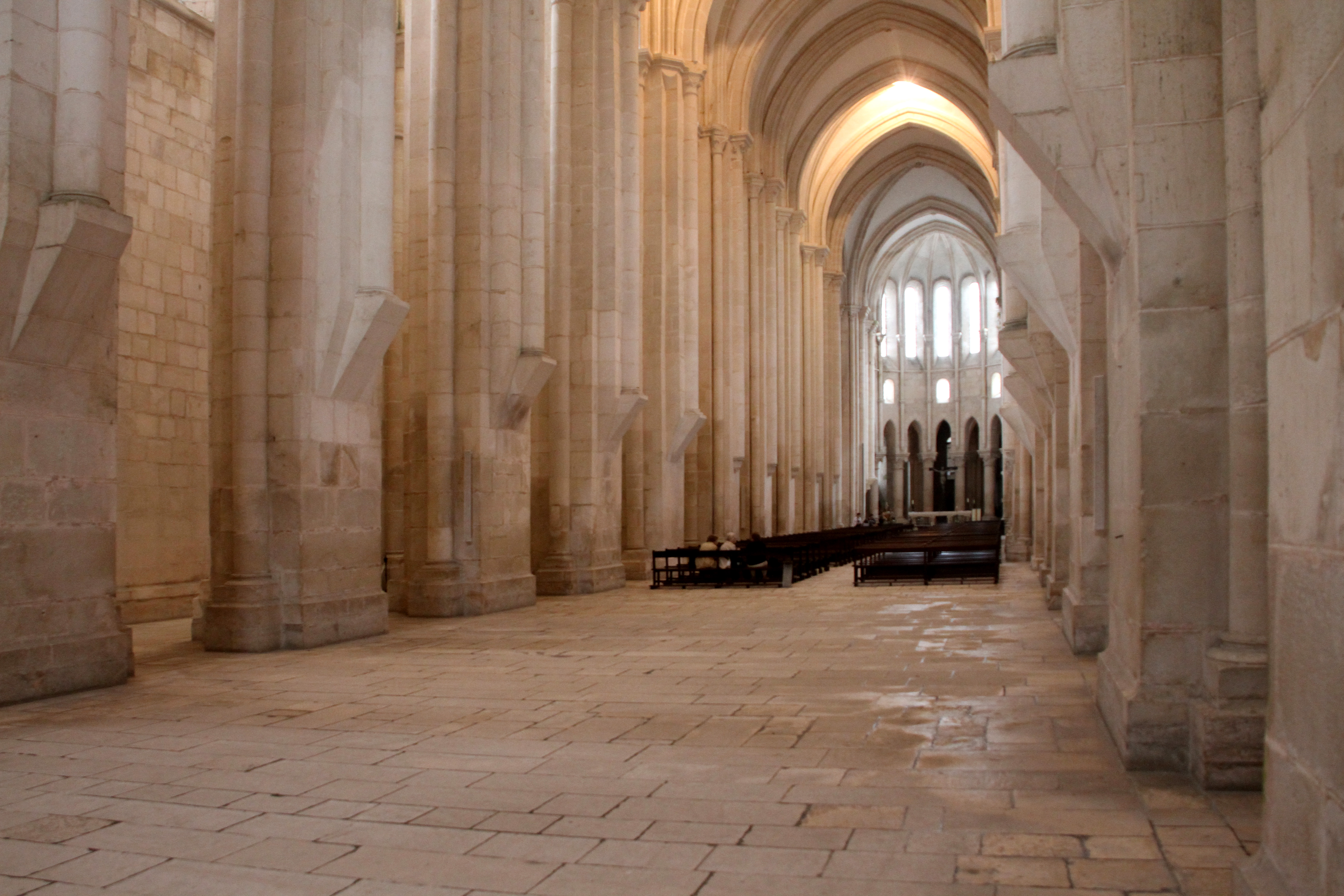
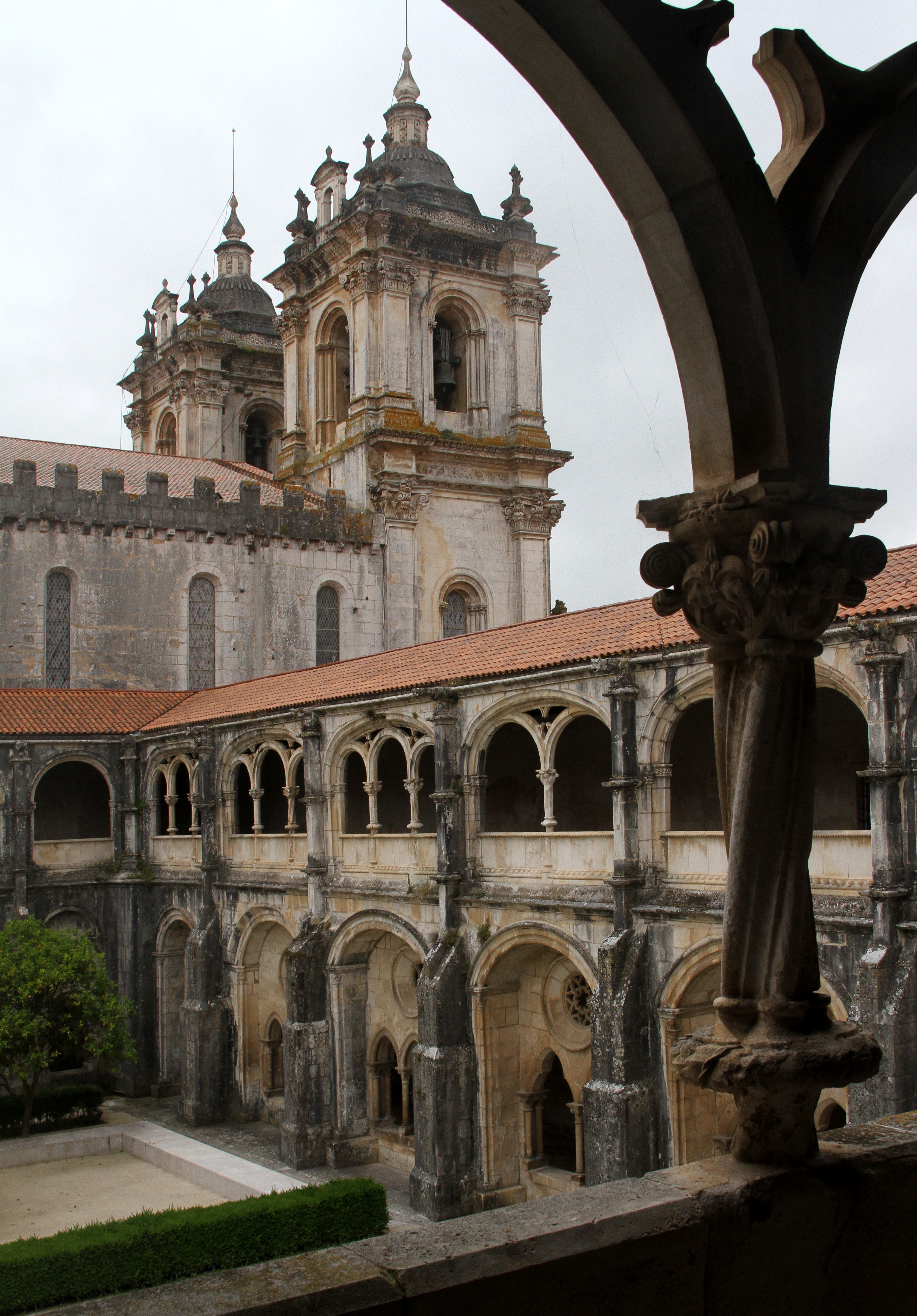
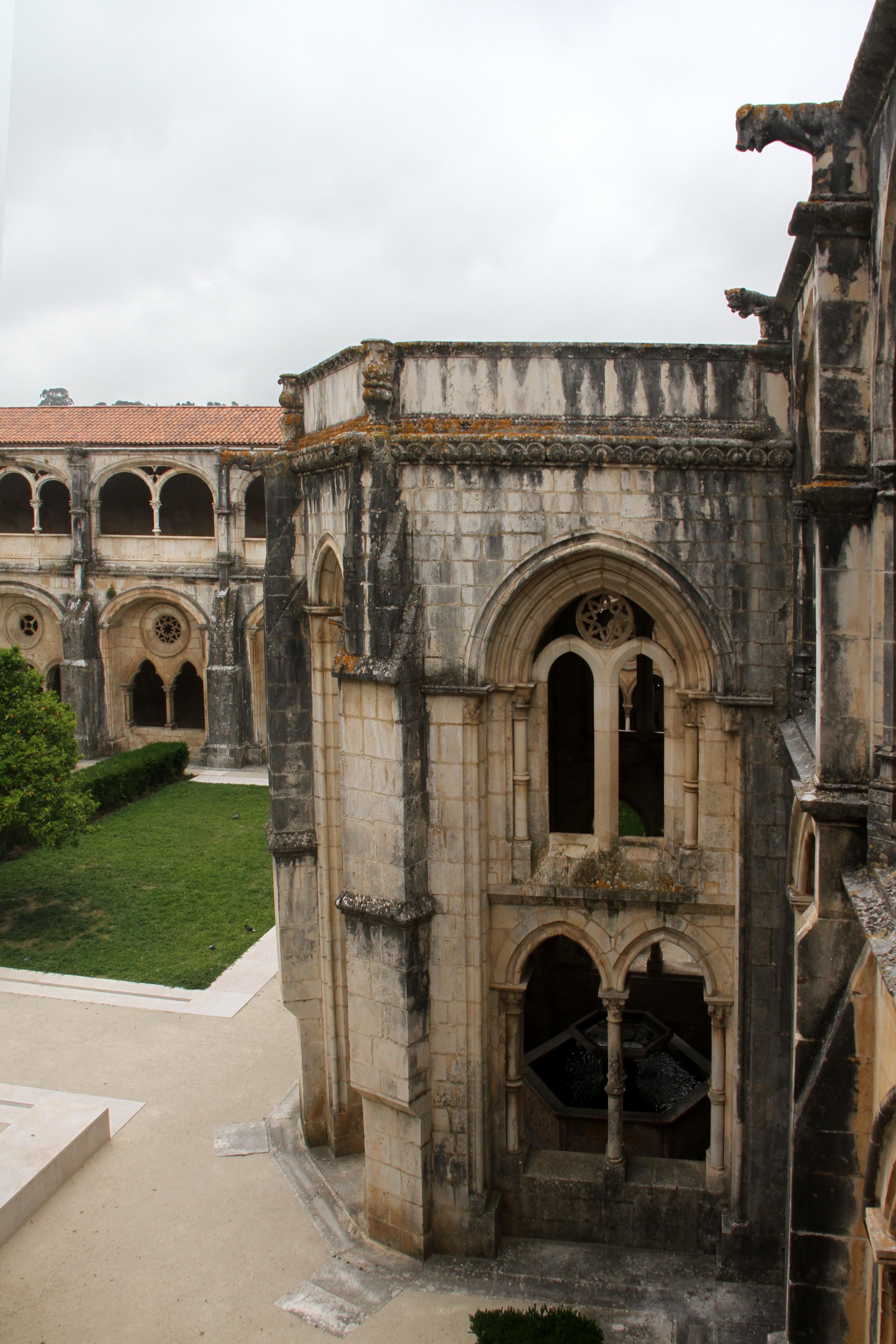
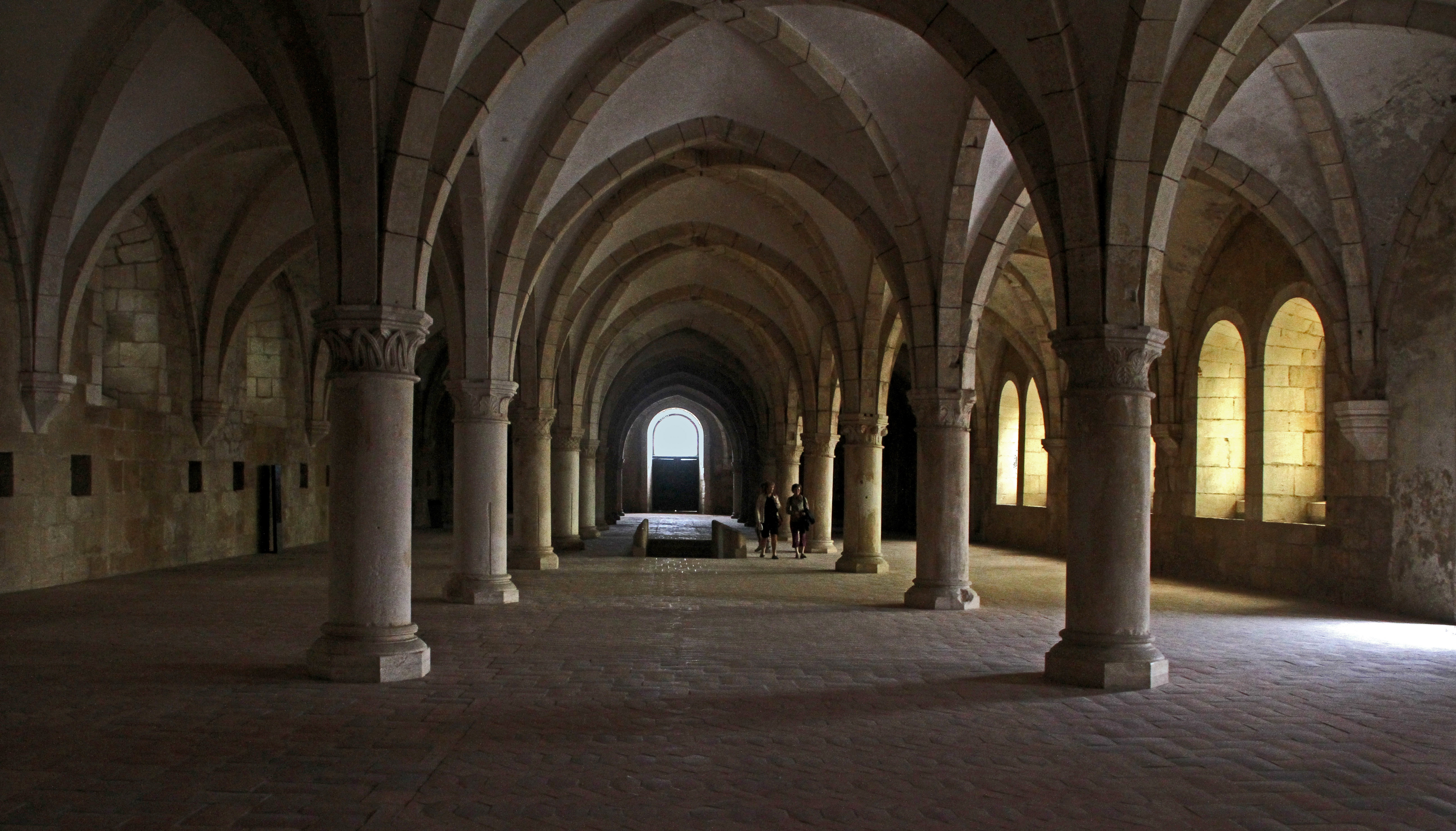
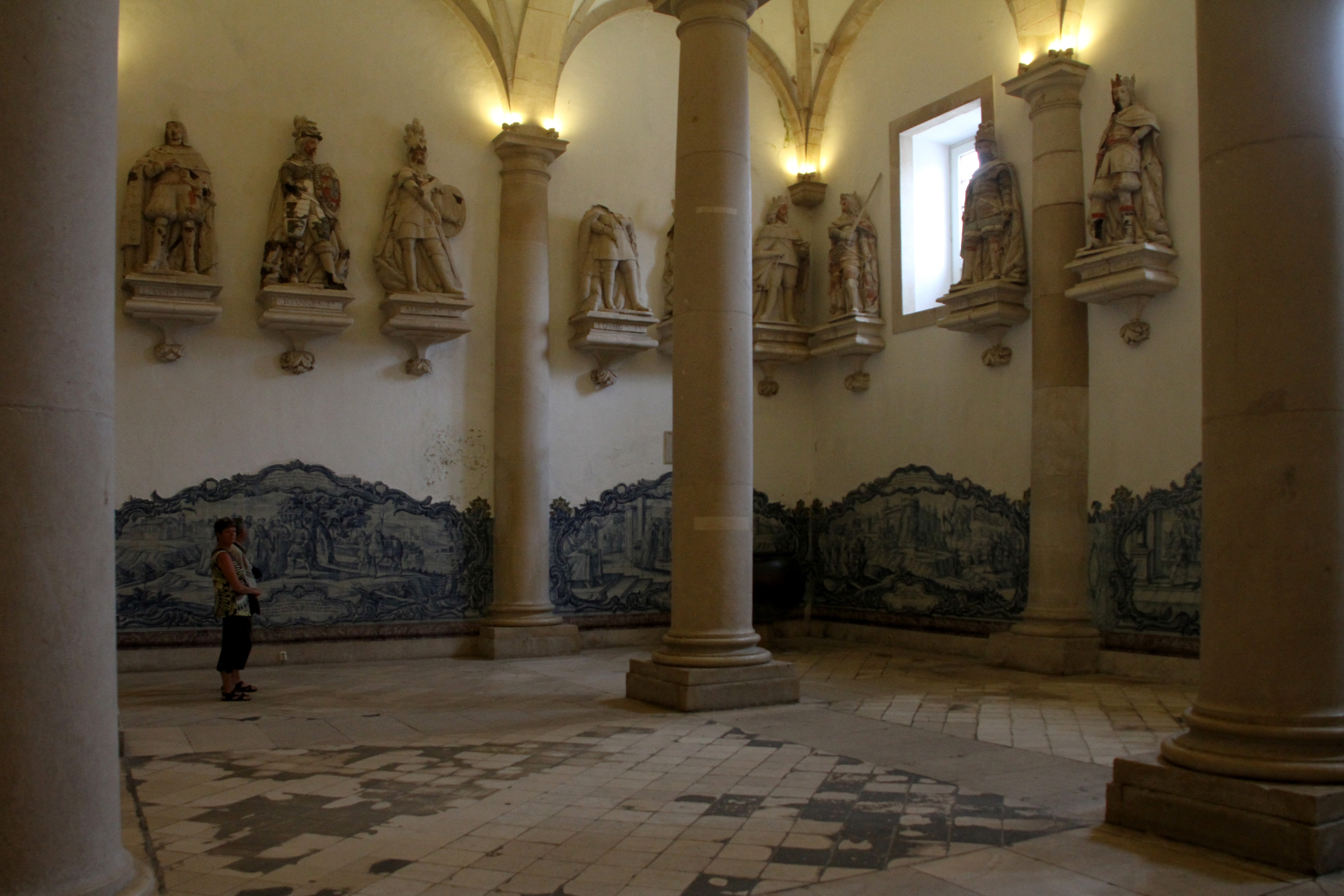
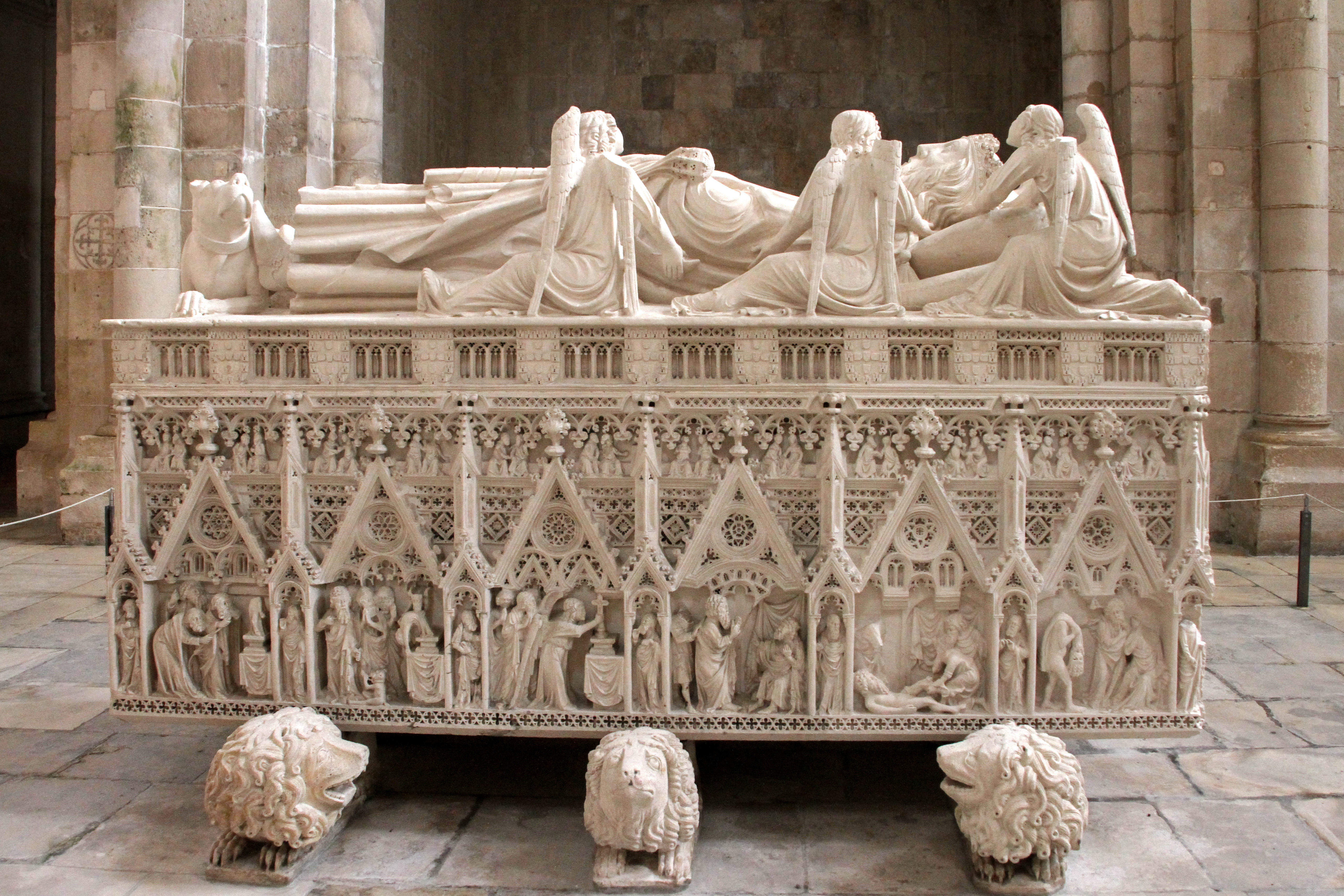
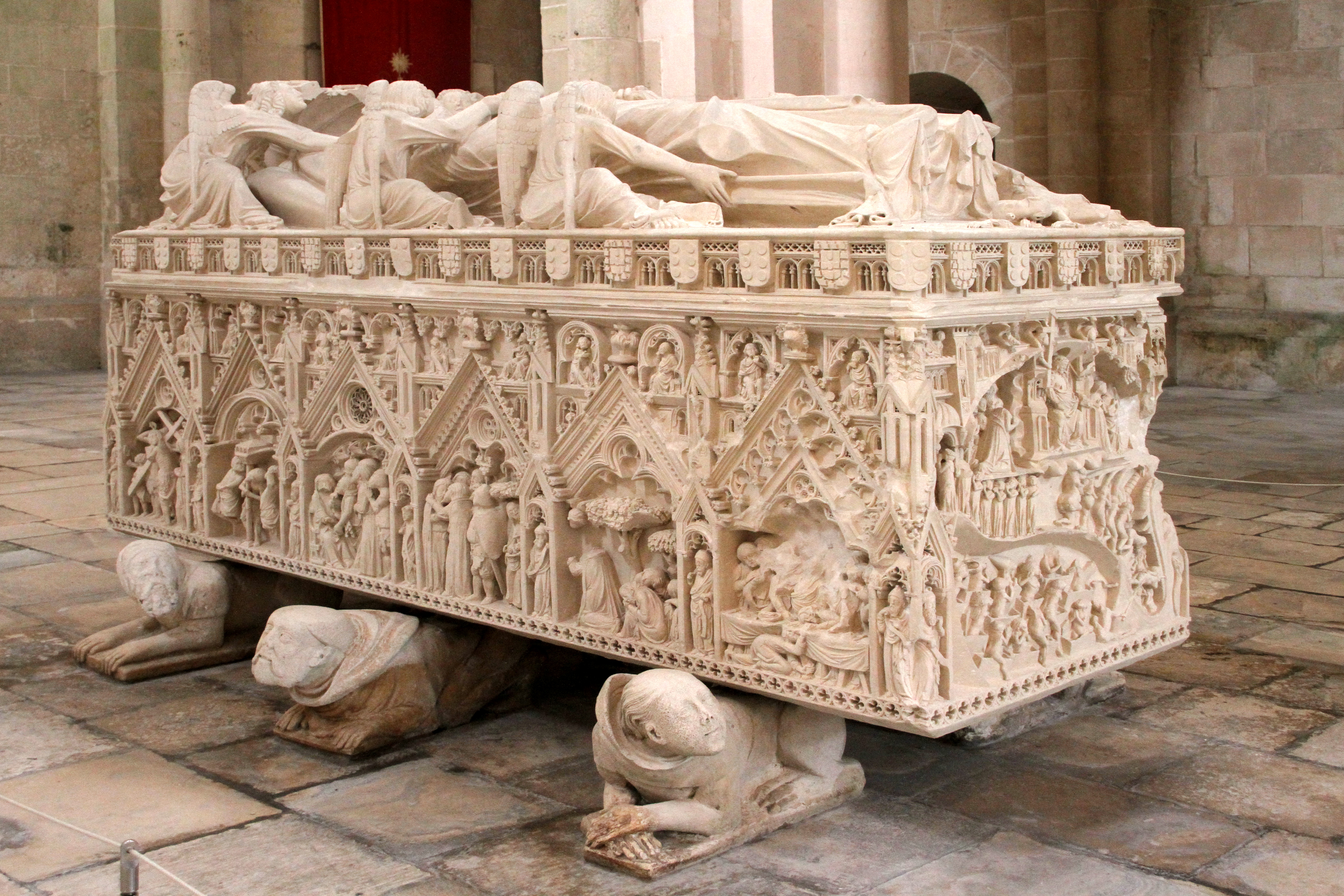

## 같이 보기
- 바탈랴 수도원
- 알코바사
- 아줄레주